# 乔治·皮尔
乔治·亨利·皮尔（Georges Charles Clement Ghislain Pire，1910年2月10日—1969年1月30日），比利时多明我会會士。

## 生平
1910年出生于比利时迪南一地方公务员家庭，后就读于贝尔维学院。1934年發永願，並取會名“多名我”，以紀念修會會祖聖多名我。1938年建立“互助大家庭”和“于伊野营”帮助儿童。1949年建立“帮助流亡国外者”组织。1958年获诺贝尔和平奖。